# Eysins
Eysins – miejscowość i gmina (commune) w zachodniej Szwajcarii, w kantonie Vaud, w okręgu (district) Nyon. Leży nad rzeką Boiron de Nyon.    

## Demografia
W Eysins mieszka 1775 osób. W 2021 roku 32,2% populacji gminy stanowiły osoby urodzone poza Szwajcarią.

## Transport
Przez teren gminy przebiegają autostrada A1 oraz droga główna nr 122. 